# باشگاه فوتبال عقاب تهران
باشگاه فوتبال عقاب نهاجا تهران یک باشگاه فوتبال ایرانی در شهر تهران است که در لیگ دسته سوم فوتبال ایران حضور دارد.
تیم رده سنی امید این باشگاه در لیگ برتر امیدهای ایران شرکت می‌کند.
این باشگاه در سال ۱۲۳۲ (۱۹۴۵) تأسیس شده است.

## مربیان پیشین
- حسین فکری
- خسرو محمدشاهی[۲]
- مجتبی تقوی

## بازیکنان مشهور
- مصطفی عرب
- کرم نیرلو
- اکبر افتخاری
- فریبرز اسماعیلی
- غلام وفاخواه
- داریوش مصطفوی
- مسعود معینی
- ایرج دانایی فرد
- پرویز قلیچ خانی
- جمشید شاه‌محمدی
- خداداد عزیزی
- مهدی هاشمی نسب
- آندرانیک تیموریان
- محمد قاضی